# Nataša Bokal
Nataša Bokal (Kranj, 9 maggio 1967) è un'ex sciatrice alpina slovena.
Agli inizi della carriera, prima della dissoluzione della Jugoslavia (1991), gareggiò per la nazionale jugoslava.

## Biografia
Specialista delle prove tecniche originaria di Škofja Loka, Nataša Bokal in Coppa del Mondo ottenne il primo risultato di rilievo il 9 gennaio 1990 sull'impegnativo tracciato di Hinterstoder, piazzandosi 6ª in slalom speciale; l'11 gennaio 1991 sulle nevi di casa di Kranjska Gora salì per la prima volta sul podio, giungendo 2ª in slalom gigante alle spalle della fuoriclasse svizzera Vreni Schneider, e il giorno seguente sulla stessa pista, in slalom speciale, conquistò l'unica vittoria di carriera, nonché primo podio. Nel febbraio dello stesso anno partecipò ai Mondiali di Saalbach-Hinterglemm, sua prima presenza iridata, aggiudicandosi la medaglia d'argento nello slalom speciale vinto dalla Schneider e classificandosi 12ª nello slalom gigante.
Convocata per i XVI Giochi olimpici invernali di Albertville 1992, sua prima presenza olimpica, fu la prima donna slovena a partecipare a un'Olimpiade e si classificò 32ª nel supergigante, 13ª nello slalom gigante, 7ª nella combinata e non concluse lo slalom speciale. Quattro anni dopo, ai Mondiali di Sierra Nevada 1996, ottenne il 10º posto nello slalom speciale e non completò lo slalom gigante, mentre nella successiva rassegna iridata di Sestriere 1997 fu 18ª nello slalom gigante e non terminò lo slalom speciale.
Ai XVIII Giochi olimpici invernali di Nagano 1998 fu 20ª nello slalom gigante e 11ª nello slalom speciale; l'anno dopo ai Mondiali di Vail/Beaver Creek 1999, sua ultima presenza iridata, nelle stesse specialità fu rispettivamente 20ª e 13ª. Conquistò l'ultimo podio in Coppa del Mondo il 29 dicembre 1999 a Lienz, piazzandosi 2ª in slalom speciale dietro a Sabine Egger; tre anni dopo si presentò al cancelletto di partenza dello slalom speciale dei XIX Giochi olimpici invernali di Salt Lake City 2002, suo ongedo olimpico, dove terminò 9ª. Si congedò dall'attività agonistica il 5 gennaio 2003 a Bormio, non qualificandosi per la seconda manche dello slalom speciale di Coppa del Mondo in programma.

## Palmarès

### Mondiali
- 1 medaglia:
  - 1 argento (slalom speciale a Saalbach-Hinterglemm 1991)

### Coppa del Mondo
- Miglior piazzamento in classifica generale: 19ª nel 1991
- 3 podi (2 in slalom speciale, 1 in slalom gigante):
  - 1 vittoria (in slalom speciale)
  - 2 secondi posti

#### Coppa del Mondo - vittorie
| Data            | Località      | Paese      | Specialità |
| --------------- | ------------- | ---------- | ---------- |
| 12 gennaio 1991 | Kranjska Gora | Jugoslavia | SL         |

Legenda:

SL = slalom speciale

### Coppa Europa
- 7 podi (dati dalla stagione 1994-1995):
  - 2 vittorie
  - 4 secondi posti
  - 1 terzo posto

#### Coppa Europa - vittorie
| Data            | Località         | Paese   | Specialità |
| --------------- | ---------------- | ------- | ---------- |
| 24 gennaio 1997 | Annaberg-Lungötz | Austria | SL         |
| 25 gennaio 1997 | Annaberg-Lungötz | Austria | SL         |

Legenda:

SL = slalom speciale

### Campionati jugoslavi
- 3 medaglie (dati parziali)[2]:
  - 3 ori (discesa libera nel 1984; discesa libera, combinata nel 1986)

### Campionati sloveni
- 9 medaglie (dati parziali fino alla stagione 1994-1995)[3]:
  - 4 ori (supergigante, slalom gigante nel 1992; slalom speciale nel 1997; slalom speciale nel 1998)
  - 3 argenti (slalom gigante nel 1996; slalom speciale nel 2000; slalom speciale nel 2002)
  - 2 bronzi (slalom speciale nel 1996; slalom speciale nel 1999)

## Onorificenze
- 1991: Sportiva slovena dell'anno[1]